# Nissan Sileighty
Una Sileighty (シルエイティ?) è una Nissan 180SX con installati alcuni componenti di una Nissan Silvia, come i fari, il cofano, i parafanghi e il paraurti anteriore; per questo motivo il nome ha la parte iniziale del nome "Sil" (da Silvia) e la parte finale "eighty" (ottanta in inglese, da 180SX).

## Storia
La Sileighty (chiamata anche "Sil80") ebbe origine in Giappone nell'ambiente del drift clandestino, praticato da appassionati su strada normale. 
In questa disciplina non è raro urtare ostacoli a bordo strada con il muso dell'auto e molti piloti amatoriali che possedevano una Nissan 180SX (RS13) con la parte frontale danneggiata si trovavano a dover sostituire paraurti, fari a scomparsa, cofano e parafanghi. Anziché ricomprare i pezzi originali, molti decidevano di rimpiazzarli con i corrispettivi componenti della Nissan Silvia della stessa generazione (S13) in quanto più leggeri ed economici (in particolare i fari fissi della Silvia non avevano il peso extra del meccanismo di apertura a scomparsa presente invece nella 180SX).
Queste modifiche ispirarono l'elaboratore giapponese Kids Heart ad allestire un piccolo numero (circa 500) di SilEighty cosiddette "vere" o "ufficiali", vendute solo nel 1998 nel proprio showroom e probabilmente anche attraverso rivenditori Nissan.

## Caratteristiche
Le Sileighty by Kids Heart includono alcune modifiche a livello di meccanica per migliorare le prestazioni, come una nuova centralina elettronica, un assetto più rigido, un differenziale a slittamento limitato e un aumento della pressione del turbocompressore da 0,5 a 0,9 bar, per una potenza di 230 Cv circa rispetto ai 205 Cv sviluppati dal motore SR20DET della Nissan Silvia, lo stesso della 180SX.
La Sileighty non è un prodotto della Nissan bensì una vera e propria "special" su base Nissan 180SX, inizialmente creata dalla fantasia degli appassionati ed in seguito allestita in serie limitata dal preparatore giapponese Kids Heart.